# U-21-Fußball-Afrikameisterschaft 1985
Die U-21-Fußball-Afrikameisterschaft 1985 war die vierte Auflage des vom Afrikanischen Fußballverband (CAF) organisierten Turniers für Junioren-Fußball-Nationalmannschaften (U-21) Afrikas. Das Turnier begann am 2. September 1984 und endete am 4. Mai 1985. Sieger wurde Nigeria. Der Turniersieger qualifizierte sich zusammen mit dem unterlegenen Finalisten Tunesien für die Junioren-Weltmeisterschaft 1985 in der Sowjetunion.

## Modus
Das Turnier wurde im K.-o.-System mit Hin- und Rückspielen ausgetragen. Bei Torgleichheit entschied die Auswärtstorregel über das Weiterkommen. Herrschte hier ebenso Gleichstand, wurde ohne vorherige Verlängerung ein Elfmeterschießen durchgeführt.

## Vorrunde
| Datum                    |           | Gesamt      |              | Hinspiel | Rückspiel |
| ------------------------ | --------- | ----------- | ------------ | -------- | --------- |
| 9. / 23. September 1984  | Gambia    | 2:3         | Ghana        | 1:0      | 1:3       |
| 2. / 19. September 1984  | Guinea    | (a) 2:2 (a) | Angola       | 2:1      | 0:1       |
| 16. / 30. September 1984 | Sudan     | 1:0         | Uganda       | 1:0      | 0:0       |
| 16. / 30. September 1984 | Mosambik  | 0:8         | Sambia       | 0:3      | 0:5       |
| 0                        | Senegal   | :           | Togo         | :        | :         |
| 0                        | Benin     | :           | Burkina Faso | :        | :         |
| 0                        | Äthiopien | :           | Libyen       | :        | :         |

Togo, Burkina Faso und Libyen zogen ihre Mannschaft zurück. Alle übrigen Mannschaften hatten spielfrei.

## Achtelfinale
| Datum                  |                | Gesamt          |          | Hinspiel | Rückspiel |
| ---------------------- | -------------- | --------------- | -------- | -------- | --------- |
| 4. / 18. November 1984 | Tunesien       | 0:0 (3:2 i. E.) | Algerien | 0:0      | 0:0       |
| 3. / 17. November 1984 | Marokko        | 3:1             | Ägypten  | 2:0      | 1:1       |
| 3. / 18. November 1984 | Nigeria        | 2:1             | Ghana    | 2:0      | 0:1       |
| 4. / 18. November 1984 | Kamerun        | 5:0             | Angola   | 3:0      | 2:0       |
| 4. / 18. November 1984 | Simbabwe       | 4:3             | Sudan    | 4:2      | 0:1       |
| 4. / 18. November 1984 | Äthiopien      | 5:3             | Sambia   | 2:2      | 3:1       |
| 0                      | Elfenbeinküste | :               | Senegal  | :        | :         |
| 0                      | Guinea         | :               | Benin    | :        | :         |

Senegal und Benin zogen ihre Mannschaft zurück.

## Viertelfinale
| Datum                               |           | Gesamt |                | Hinspiel | Rückspiel |
| ----------------------------------- | --------- | ------ | -------------- | -------- | --------- |
| 16. Dezember 1984 / 13. Januar 1985 | Guinea    | 1:3    | Elfenbeinküste | 0:0      | 1:3       |
| 30. Dezember 1984 / 13. Januar 1985 | Marokko   | 1:2    | Tunesien       | 1:0      | 0:2       |
| 19. Dezember 1984 / 13. Januar 1985 | Kamerun   | 4:5    | Nigeria        | 3:0      | 1:5       |
| 16. Dezember 1984 / 13. Januar 1985 | Äthiopien | 3:1    | Simbabwe       | 1:1      | 2:0       |

## Halbfinale
| Datum               |                | Gesamt      |           | Hinspiel | Rückspiel |
| ------------------- | -------------- | ----------- | --------- | -------- | --------- |
| 17. / 31. März 1985 | Elfenbeinküste | (a) 1:1 (a) | Tunesien  | 1:1      | 0:0       |
| 10. / 31. März 1985 | Nigeria        | 4:1         | Äthiopien | 3:0      | 1:1       |

## Finale
| Datum                   |          | Gesamt |         | Hinspiel | Rückspiel |
| ----------------------- | -------- | ------ | ------- | -------- | --------- |
| 21. April / 4. Mai 1985 | Tunesien | 2:3    | Nigeria | 1:1      | 1:2       |

## Ergebnis
Nigeria und Tunesien qualifizierten sich für die Junioren-Weltmeisterschaft 1985 in der Sowjetunion. Dort belegte Nigeria hinter dem Gastgeber den zweiten Platz in seiner Vorrundengruppe. Nach einem Sieg im Viertelfinale gegen Mexiko schied der Afrikameister im Halbfinale  gegen den späteren Weltmeister Brasilien aus. Tunesien belegte in seiner Vorrundengruppe hinter Bulgarien, Kolumbien und Ungarn nur den letzten Platz.